# Escamots d'Estat Català

Lestelada blava, bandera utilitzada per Estat Català i que és la primera bandera de l'independentisme català modern.

Els Escamots d'Estat Català eren una organització paramilitar creada per l'organització Estat Català poc després que aquest fos fundat com a organització política i de combat el 1922.
Els escamots van tenir diferents fases d'organització.
Inicialment es crearen com a subdivisions de l'anomenat Exèrcit Català creat per Estat Català per a protagonitzar els Fets de Prats de Molló (1926) durant la dictadura de Primo de Rivera. La uniformitat adoptada aleshores era la de l'Exèrcit Català.
Posteriorment, un cop proclamada la República Catalana (1931) i amb Estat Català integrat de manera autònoma dins ERC, els escamots foren enquadrats en l'anomenada Guàrdia Cívica destinada a protegir la recent creada república. La Guàrdia Cívica dirigida per Daniel Cardona tindria una durada molt curta.
Un cop convertida la República Catalana en Generalitat de Catalunya, els escamots es varen reorganitzar sota la direcció de Miquel Badia i Capell, a qui encarregaria aquesta tasca Francesc Macià després d'intentar que dugués a terme la feina en Jaume Compte i Canelles (qui li va recomanar que l'encarregués a Badia). Els escamots d'Estat Català visqueren el seu moment àlgid entre 1932-1933, època en la qual anaren uniformats i protagonitzaren diversos actes multitudinaris i incidents violents. L'uniforme d'aquesta època incloïa una camisa militar verda, uns pantalons foscos, uns corretjams de cuiro i unes sabates ferrades. Els escamots tenien una estructura jeràrquica clarament militaritzada.
Ben aviat però els Escamots serien oficialment dissolts per les polèmiques que causaren sobretot en protagonitzar alguns episodis violents (assalt a la impremta del setmanari el "Be Negre", etc.). Malgrat tot en la pràctica no desaparegueren i seguiren conservant la seva estructura dins les Joventuts d'Esquerra Republicana-Estat Català (JEREC), que estigueren presidides pel qui seria futur secretari general d'Estat Català en morir Macià, l'aleshores conseller de Governació Josep Dencàs i Puigdollers. Miquel Badia fou en la pràctica el seu principal dirigent fins a la seva mort (28 d'abril de 1936). Durant tota la república l'hegemonia d'Estat Català dins les JEREC era total.
Els escamots d'Estat Català participarien com a tals novament parcialment uniformats amb una uniformitat improvisada i diferent a l'anterior però conservant la camisa verda i essent anomenats com a tals, durant els fets del Sis d'Octubre de 1934.
L'estructura dels escamots es mantindria de facto durant tota la guerra i durant l'exili i clandestinitat dins les joventuts d'Estat Català. Cal tenir en compte que Estat Català abandonà ERC el maig de 1936 i es reorganitzà independent rebent l'adhesió de la pràctica totalitat del que fins aleshores havien estat les JEREC i que, en sortir EC d'ERC, abandonarien ERC en bloc per integrar-se a EC.
Molts anys després, i ja en democràcia, Estat Català editaria una revista anomenada l'Escamot que serviria de portaveu de les Joventuts d'Estat Català.